# Oswaldo de Oliveira
Oswaldo de Oliveira Filho (sinh 5 tháng 12 năm 1950), thường được gọi là Oswaldo de Oliveira, là một huấn luyện viên bóng đá người Brazil hiện đang dẫn dắt Flamengo.

## Danh hiệu
Corinthians
- Campeonato Paulista: 1999
- Série A: 1999
- FIFA Club World Championship: 2000

São Paulo
- Campeonato Paulista: 2002

Kashima Antlers
- J. League Hạng 1: 2007, 2008, 2009
- Cúp Hoàng đế: 2007, 2010
- J. League Cup: 2011
- Siêu cúp Nhat Bản: 2009

Botafogo
- Campeonato Carioca: 2013

Cá nhân
- Huấn luyện viên xuất sắc nhất J.Leaguer: 2007, 2008, 2009